# Tsentrálnaya usadba sovjoza Vostok
Tsentrálnaya usabda sovjoza Vostok (del ruso: Центральная усадьба совхоза «Восток») es un posiólok del ókrug urbano de la ciudad de Armavir, en el krai de Krasnodar de Rusia. Está situado al sur de la orilla izquierda del río Kubán, 5 km al noroeste de Armavir y 162 km al este de Krasnodar. Tenía 876 habitantes en 2010
Pertenece al ókrug rural Prirechni.

## Transporte
Al oeste de la localidad pasa la carretera federal M29 Cáucaso.